# ریدهایمر (لوئیزیانا)
ریدهایمر (به انگلیسی: Readhimer) یک منطقهٔ مسکونی در ایالات متحده آمریکا است که در پریش ناچیتوکس، لوئیزیانا واقع شده‌است.